# Trochochaeta cirrifera
Trochochaeta cirrifera är en ringmaskart som först beskrevs av Hartman 1971.  Trochochaeta cirrifera ingår i släktet Trochochaeta och familjen Trochochaetidae. Inga underarter finns listade i Catalogue of Life.